# Attack d'Owen Sound
L'Attack d'Owen Sound est une équipe de la Ligue de hockey de l'Ontario. Elle évolue au J.D. McArthur Arena à l'intérieur du Harry Lumley Bayshore Community Centre de Owen Sound dans la province d'Ontario au Canada.

## Histoire
Fondée en 1989 sous le nom des Platers d'Owen Sound, la franchise fut rebaptisée Attack en 2000.

Logo de 1999/00 à 2010/11
Logo depuis 2011/12